# Heliocopris pauliani
Heliocopris pauliani är en skalbaggsart som beskrevs av Emile Janssens 1939. Heliocopris pauliani ingår i släktet Heliocopris och familjen bladhorningar. Inga underarter finns listade i Catalogue of Life.